# Paolo Vernazza
Paolo Vernazza (Londra, 1º novembre 1979) è un ex calciatore inglese di origini italiane, di ruolo centrocampista.

## Carriera

### Club
Ha giocato nella prima divisione inglese con l'Arsenal, per complessive 4 presenze ed una rete; inoltre ha anche giocato complessivamente 105 partite in seconda divisione.

### Nazionale
Ha partecipato ai Mondiali Under-20 del 1999.

## Palmarès

### Club

#### Competizioni nazionali
- Campionato inglese: 1

Arsenal: 1997-1998
- Coppa d'Inghilterra: 1

Arsenal: 1997-1998
- Community Shield: 1

Arsenal:  1999